# La Roque-Esclapon
Pour les articles homonymes, voir La Roque.
La Roque-Esclapon est une commune française située dans le département du Var en région Provence-Alpes-Côte d'Azur.

## Géographie

### Localisation
La Roque-Esclapon est située à équidistance de Draguignan (44 km) et de Grasse.
Communes proches : La Bastide (2 km), Bargème (7 km), La Martre et Mons (8 km).

### Géologie et relief
Sa forêt est en grande partie située dans le camp de Canjuers.
La Roque-Esclapon est le deuxième village le plus haut du Var.
Les montagnes entourant le village sont principalement : le Brouis, la montagne de Lachens, plus haut sommet du Var appelé le « toit du Var » et Malaye.
Cavités :
- Le Trou des Lys (trou du billet de mille)[3] se situe dans la Forêt Domaniale d'Esclapon, au lieu-dit « Verdillon » ;
- l'Aven du Villar n°4 (Aven du hibou) est situé dans la forêt domaniale, près de sa limite sud avec le camp de Canjuers[4].

### Sismicité
Il existe trois zones de sismicité dans le Var : 
- Zone 0 : Risque négligeable. C'est le cas de bon nombre de communes du littoral varois, ainsi que d'une partie des communes du centre Var. Malgré tout, ces communes ne sont pas à l'abri d'un effet tsunami, lié à un séisme en mer ;
- Zone Ia : Risque très faible. Concerne essentiellement les communes comprises dans une bande allant de la montagne Sainte-Victoire au massif de l'Esterel ;
- Zone Ib : Risque faible. Ce risque, le plus élevé du département mais qui n'est pas le plus haut de l'évaluation nationale, concerne 21 communes du nord du département.

La commune de La Roque-Esclapon est en zone sismique de faible risque Ib.

### Hydrographie et eaux souterraines
Cours d'eau sur la commune ou à son aval :
- rivière la Bruyère[7] ;
- vallons des varuins, de grapereau, de ribargiers, de l'araignée, de l'ourtiguet, des termines.

La Roque-Esclapon dispose d'une station d'épuration d'une capacité de 1 400 équivalent-habitants.

### Climat
Pour des articles plus généraux, voir Climat de Provence-Alpes-Côte d'Azur et Climat du Var.
En 2010, le climat de la commune est de type climat méditerranéen altéré, selon une étude du Centre national de la recherche scientifique s'appuyant sur une série de données couvrant la période 1971-2000. En 2020, Météo-France publie une typologie des climats de la France métropolitaine dans laquelle la commune est exposée à un climat méditerranéen et est dans la région climatique  Var, Alpes-Maritimes, caractérisée par une pluviométrie abondante en automne et en hiver (250 à 300 mm en automne), un très bon ensoleillement en été (fraction d’insolation > 75 %), un hiver doux (8 °C) et peu de brouillards. 
Pour la période 1971-2000, la température annuelle moyenne est de 10,6 °C, avec une amplitude thermique annuelle de 15,9 °C. Le cumul annuel moyen de précipitations est de 1 041 mm, avec 6,2 jours de précipitations en janvier et 4,3 jours en juillet. Pour la période 1991-2020, la température moyenne annuelle observée sur la station météorologique de Météo-France la plus proche, « Comps-sur-Artuby », sur la commune de Comps-sur-Artuby à 10 km à vol d'oiseau, est de 11,3 °C et le cumul annuel moyen de précipitations est de 1 010,2 mm. 
La température maximale relevée sur cette station est de 37,2 °C, atteinte le 28 juin 2019 ; la température minimale est de −12,6 °C, atteinte le 20 décembre 2009,,. 
Les paramètres climatiques de la commune ont été estimés pour le milieu du siècle (2041-2070) selon différents scénarios d'émission de gaz à effet de serre à partir des nouvelles projections climatiques de référence DRIAS-2020. Ils sont consultables sur un site dédié publié par Météo-France en novembre 2022.

### Voies de communications et transports

#### Voies routières
- Accès par la D 955 depuis Draguignan[16], puis D 21 à Comps-sur-Artuby, lui permettant de relier la D4085/D6085 (ex-N85) au Logis-du-Pin via le Col de Clavel. De la D21 se sépare la D625 desservant la commune et la reliant au village voisin de La Bastide.

#### Transports en commun
- Transport en Provence-Alpes-Côte d'Azur

Commune desservie par le réseau régional Zou ! (ex Varlib), mais il n'y a qu'une ligne scolaire qui dessert la commune et la relie à ses villages voisins, ainsi qu'à Castellane, la ligne régulière la plus proche étant la ligne 51 Nice-Digne, pouvant être empruntée à l'arrêt de bus du Logis-du-Pin, à 8 km du village. Les bus des Transports en Dracénie relient par contre la commune à Draguignan, au moyen de bus à la demande. La communauté d'agglomération du Pays de Grasse dispose quant à elle de transports à la demande desservant le secteur du Logis-du-Pin, permettant ainsi de rallier Grasse à partir de ce lieu-dit, en plus de la ligne express régulière ,.

#### Ligne SNCF
- Gare de Grasse (53 km).

#### Transports aériens
Les aéroports les plus proches sont :
- l'aéroport de Cannes - Mandelieu (66 km) ;
- l'aéroport de Nice-Côte d'Azur (79 km).

## Histoire
Les hospitaliers possédaient le Droit d'albergue en 1252 sur le château de l'ancien village ; le comte de Provence en avait sur celui qui se trouvait à 5 km au nord-est et qui fut détruit durant les guerres de Religion.
En 1342, la communauté de La Roque-Esclapon est rattachée à la viguerie de Castellane (actuel département des Alpes-de-Haute-Provence) par le comte de Provence. Fief des Villeneuve jusqu'au XVIIIe siècle, qui passe ensuite à l'ordre de Malte.
Le nom de la commune « La Roque », en 1793, deviendra « La Roque-Esclapon » en 1801.

### Toponymie
Le nom de la commune évolue au fil du temps :
- en 1178 : « Rocca de Sclapone » ;
- vers 1200 : « Rocha » ;
- au XIIIe siècle : « Sclaponum » ;
- en 1351 : « Rocha Sclapon ».

En provençal, (oc) « Roucasteroun ». 
La Roque Esclapon veut dire « la roche éclatée ».
La Roque-Esclapon s'écrit La Ròca Esclapon en provençal selon la norme classique et La Roco-Esclapoun selon la norme mistralienne.

## Blasonnement
|  | Les armoiries de La Roque-Esclapon se blasonnent ainsi : De gueules au rocher d'argent accosté de deux sautoirs alaisés d'or. |

## Politique et administration
| Période                                  | Période   | Identité                | Étiquette | Qualité                                          |
| ---------------------------------------- | --------- | ----------------------- | --------- | ------------------------------------------------ |
| Les données manquantes sont à compléter. |           |                         |           |                                                  |
|                                          |           | Pierre Eugène Collomp   |           |                                                  |
| mars 2001                                | mars 2008 | Joël Rebuffel           |           |                                                  |
| mars 2008                                | mars 2014 | Guy Guiaud              |           |                                                  |
| mars 2014                                | mai 2020  | Jean-François Ferrachat |           |                                                  |
| mai 2020                                 | en cours  | Nathalie Perez-Leroux   |           | Conseillère départementale du Canton de Flayosc, |

### Intercommunalité
Après avoir été rattachée à la communauté de communes Artuby Verdon, La Roque-Esclapon a rejoint la communauté d'agglomération dracénoise aujourd'hui « Dracénie Provence Verdon agglomération » qui regroupe vingt-trois communes du département du Var, dont Draguignan, de 110 014 habitants en 2017, créée le 31 octobre 2000. Les 23 communes composant la communauté d'agglomération en 2017 sont (par ordre alphabétique) :
- Communes fondatrices
  - Draguignan ; Châteaudouble ; Figanières ; La Motte ; Les Arcs ; Lorgues ; Taradeau ; Trans-en-Provence ;
- Communes ayant adhéré ultérieurement
  - Ampus ; Bargemon ; Bargème ; Callas ; Claviers ; Comps-sur-Artuby ;  Flayosc ; La Bastide ; La Roque-Esclapon ; Le Muy ; Montferrat ; Saint-Antonin-du-Var ; Salernes ; Sillans-la-Cascade ; Vidauban.

## Urbanisme

### Typologie
Au 1er janvier 2024, La Roque-Esclapon est catégorisée commune rurale à habitat dispersé, selon la nouvelle grille communale de densité à sept niveaux définie par l'Insee en 2022.
Elle est située hors unité urbaine et hors attraction des villes,.

### Occupation des sols
L'occupation des sols de la commune, telle qu'elle ressort de la base de données européenne d’occupation biophysique des sols Corine Land Cover (CLC), est marquée par l'importance des forêts et milieux semi-naturels (87,2 % en 2018), en augmentation par rapport à 1990 (84,1 %). La répartition détaillée en 2018 est la suivante : 
forêts (53,8 %), milieux à végétation arbustive et/ou herbacée (24,5 %), zones agricoles hétérogènes (12,8 %), espaces ouverts, sans ou avec peu de végétation (8,8 %). L'évolution de l’occupation des sols de la commune et de ses infrastructures peut être observée sur les différentes représentations cartographiques du territoire : la carte de Cassini (XVIIIe siècle), la carte d'état-major (1820-1866) et les cartes ou photos aériennes de l'IGN pour la période actuelle (1950 à aujourd'hui).

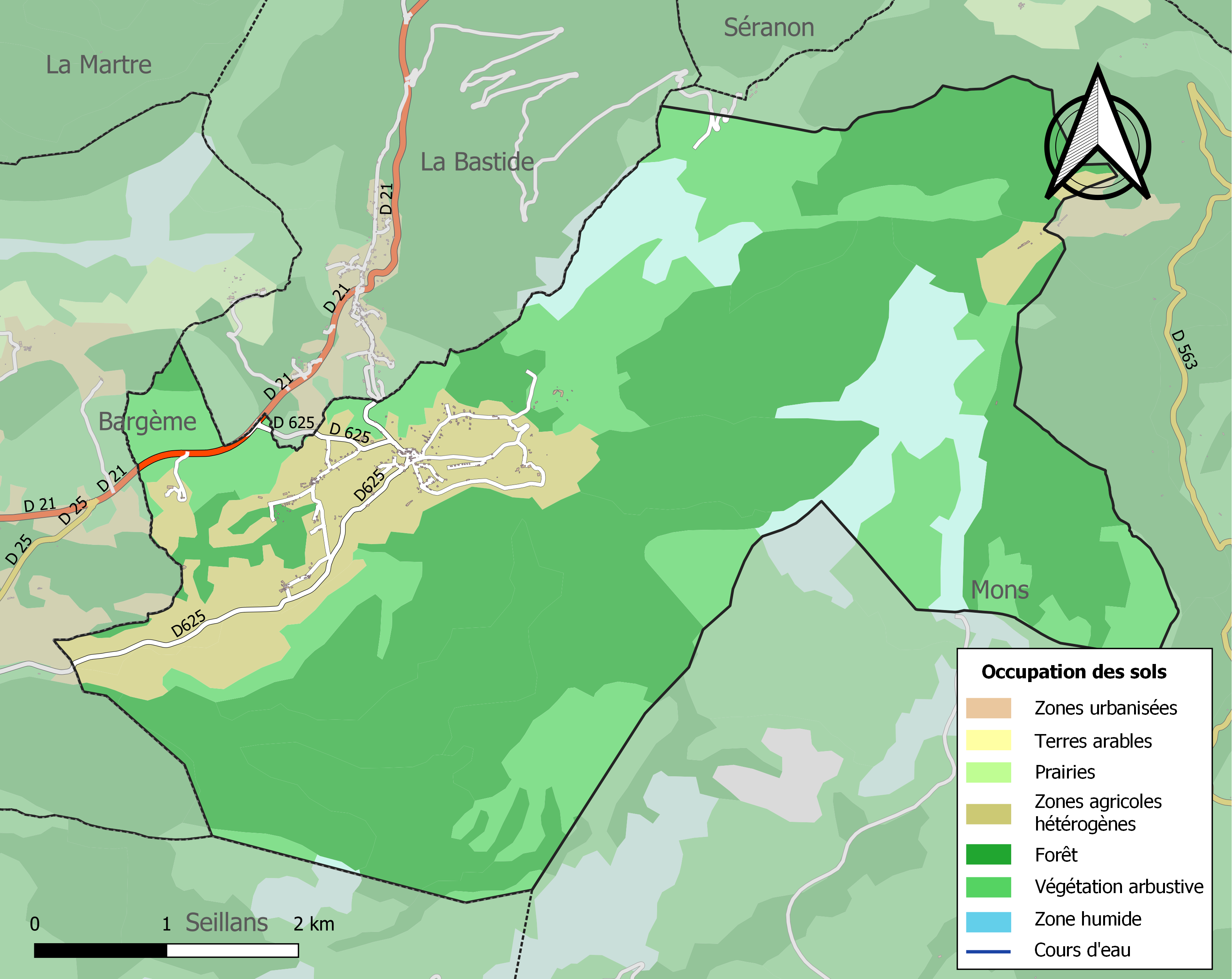
Carte des infrastructures et de l'occupation des sols de la commune en 2018 (CLC).

### Budget et fiscalité 2019
En 2019, le budget de la commune était constitué ainsi :
- total des produits de fonctionnement : 564 000 €, soit 2 028 € par habitant ;
- total des charges de fonctionnement : 400 000 €, soit 1 429 € par habitant ;
- total des ressources d'investissement : 190 000 €, soit 684 € par habitant ;
- total des emplois d'investissement : 191 000 €, soit 686 € par habitant ;
- endettement : 120 000 €, soit 432 € par habitant.

Avec les taux de fiscalité suivants :
- taxe d'habitation : 9,15 % ;
- taxe foncière sur les propriétés bâties : 5,09 % ;
- taxe foncière sur les propriétés non bâties : 43,30 % ;
- taxe additionnelle à la taxe foncière sur les propriétés non bâties : 0,00 % ;
- cotisation foncière des entreprises : 0,00 %.

Chiffres clés Revenus et pauvreté des ménages en 2018 : médiane en 2018 du revenu disponible,  par unité de consommation : 21 500 €.

## Économie

### Entreprises et commerces

#### Agriculture
- Groupement pastoral d'Auveine, agriculteurs[réf. souhaitée].

#### Tourisme
- Camping Notre Dame[38].
- Gîtes ruraux, chambres d'hôtes[39].
- Restaurants Auberge de La Bruyère, Le Coq en Pâte.

#### Commerces
- Commerces de proximité[40] ainsi qu'à La Bastide, La Martre.

## Population et société

### Démographie

#### Évolution démographique
L'évolution du nombre d'habitants est connue à travers les recensements de la population effectués dans la commune depuis 1793. Pour les communes de moins de 10 000 habitants, une enquête de recensement portant sur toute la population est réalisée tous les cinq ans, les populations de référence des années intermédiaires étant quant à elles estimées par interpolation ou extrapolation. Pour la commune, le premier recensement exhaustif entrant dans le cadre du nouveau dispositif a été réalisé en 2008.

En 2022, la commune comptait 253 habitants, en évolution de −8,33 % par rapport à 2016 (Var : +4,98 %, France hors Mayotte : +2,11 %).
| 1793 | 1800 | 1806 | 1821 | 1831 | 1836 | 1841 | 1846 | 1851 |
| ---- | ---- | ---- | ---- | ---- | ---- | ---- | ---- | ---- |
| 334  | 271  | 393  | 296  | 348  | 358  | 347  | 323  | 283  |

| 1856 | 1861 | 1866 | 1872 | 1876 | 1881 | 1886 | 1891 | 1896 |
| ---- | ---- | ---- | ---- | ---- | ---- | ---- | ---- | ---- |
| 316  | 313  | 264  | 504  | 219  | 218  | 200  | 196  | 189  |

| 1901 | 1906 | 1911 | 1921 | 1926 | 1931 | 1936 | 1946 | 1954 |
| ---- | ---- | ---- | ---- | ---- | ---- | ---- | ---- | ---- |
| 192  | 174  | 170  | 138  | 132  | 120  | 103  | 102  | 93   |

| 1962 | 1968 | 1975 | 1982 | 1990 | 1999 | 2006 | 2008 | 2013 |
| ---- | ---- | ---- | ---- | ---- | ---- | ---- | ---- | ---- |
| 100  | 112  | 122  | 136  | 150  | 192  | 231  | 242  | 286  |

| 2018 | 2022 | - | - | - | - | - | - | - |
| ---- | ---- | - | - | - | - | - | - | - |
| 259  | 253  | - | - | - | - | - | - | - |

### Enseignement
Établissements d'enseignements :
- Écoles maternelles à Séranon, Seillans,
- Écoles primaires à La Bastide, Mons, Séranon,
- Collèges à Fayence, Castellane[46].
- Lycées proches à Grasse[47].

### Santé
Professionnels et établissements de santé :
- Médecins à Seillans, Valderoure,
- Pharmacies à Seillans, Fayence,
- Hôpitaux à Castellane (27 km), Faïence (34 km).
- Le Centre hospitalier de la Dracénie se trouve à Draguignan, à 44 km[49],[50]. Il dispose d'équipes médicales dans la plupart des disciplines[51] : pôles médico-technique ; santé mentale ; cancérologie ; gériatrie ; femme-mère-enfant ; médecine-urgences ; interventionnel.

### Cultes
- Culte catholique paroisse Sainte-Marguerite de La Roque-Esclapon, Diocèse de Fréjus-Toulon[52].

## Lieux et monuments

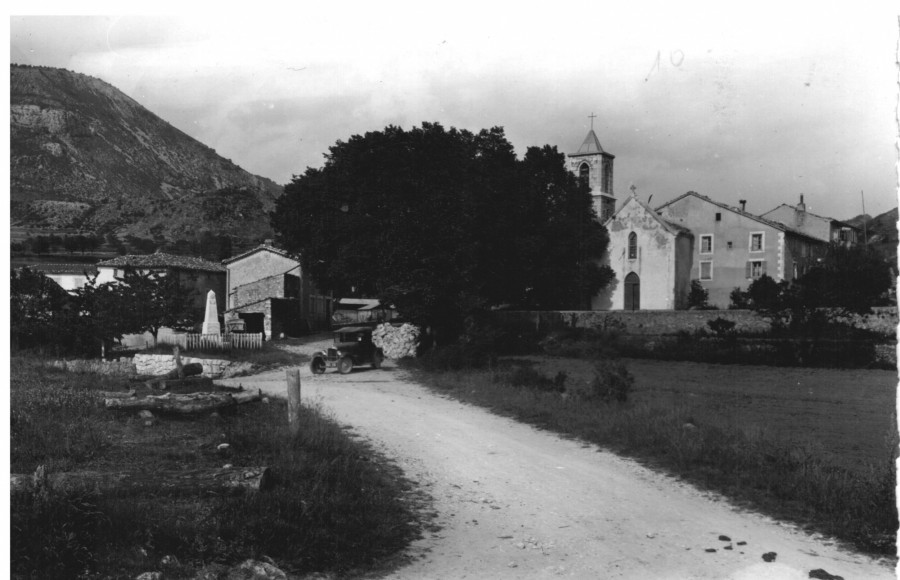
La Roque-Esclapon en 1914.

- L'église Sainte-Marguerite[53] reconstruite en 1860 sur l'emplacement de l'église primitive, et sa cloche de 1633[54].
- Chapelle Notre-Dame[55], petite chapelle romane transformée en salle polyvalente[56].
- Chapelle Saint-Claude, Ancienne chapelle des Pénitents-Blancs[57].
- Chapelle Alexis[58] citée en 1128.
- Chapelle votive Saint-Roch[59].
- Chapelle de Moutet.
- Château et vestiges d’Esclapon[60].
- Monument aux morts[61],[62].

### Personnalités liées à la commune
- Famille de Villeneuve
- Gaffino Emile, Michel Raspail (1905 - ?), Résistant[63].